# Sunk Island
Sunk Island är en ort och civil parish i Storbritannien.   Den ligger i kommunen East Riding of Yorkshire och riksdelen England, i den sydöstra delen av landet, 240 km norr om huvudstaden London. Sunk Island ligger 4 meter över havet och antalet invånare är 228.
Terrängen runt Sunk Island är mycket platt. Havet är nära Sunk Island åt sydväst. Runt Sunk Island är det ganska tätbefolkat, med 139 invånare per kvadratkilometer. Närmaste större samhälle är Kingston upon Hull, 19,5 km nordväst om Sunk Island. Trakten runt Sunk Island består till största delen av jordbruksmark.